# Chromel
Chromel ist eine Chrom-Nickel-Legierung, die als Heizleiterlegierung sowie zur Herstellung des positiven Leiters von Thermoelementen amerikanischer Normung, insbesondere der ANSI-Typen K (Chromel-Alumel) und E (Chromel-Konstantan) verwendet wird. Die Legierung wurde im Jahre 1905 erstmalig zum Patent angemeldet. Chromel-Legierungen bestehen aus ca. 90 % Nickel und 10 % Chrom, enthalten aber in Abwandlungen auch andere Zusammensetzungen. Chromel ist eine registrierte Marke der Concept Alloys Inc (ehemals Hoskins Manufacturing Company).
Chromel kann bis 1100 °C in oxidativen Umgebungen eingesetzt werden und sein Schmelzpunkt liegt bei 1420 °C. Sein spezifischer Widerstand liegt bei 0,706 µΩ·m.

## Abwandlungen
- Chromel A ist eine Legierung aus 80 Gewichtsprozenten Nickel und 20 % Chrom, mit sehr guter Temperaturbeständigkeit. Chromel A wird auch unter dem Namen Nichrome 80-20 vertrieben und als Heizleiter eingesetzt.
- Chromel C, oder auch Nichrome 60, ist eine Legierung aus 60 % Nickel, 16 % Chrom und 24 % Eisen. Chromel C wird ebenfalls als Heizleiter sowie für Drahtwiderstände und Thermosägen eingesetzt.